# Федосово (Великоустюгский район)
Федосово — упразднённая в 2020 году деревня в Великоустюгском районе Вологодской области.
Входила в состав Орловского сельского поселения, с точки зрения административно-территориального деления — в Орловский сельсовет.
Расстояние по автодороге до районного центра Великого Устюга — 82 км, до центра муниципального образования Чернево — 13 км.
По данным переписи в 2002 году постоянного населения не было.